# Лебед
Ле́бед (болг. Лебед) — село в Кирджалійській області Болгарії. Входить до складу общини Джебел.

## Населення
За даними перепису населення 2011 року у селі проживали 35 осіб, з них 34 особи (97,1%) — турки.
Розподіл населення за віком у 2011 році:
Динаміка населення: